# 의무론
의무론  또는 의무론적 윤리는 행동의 도덕성은 행동의 결과에 근거하기보다는 일련의 규칙에 따라 그 행동 자체가 옳고 그른지에 근거해야 한다는 규범적 윤리 이론이다. 의무론적 윤리는 일반적으로 결과주의, 덕 윤리학 및 실용주의 윤리와 대조된다.
고려 중인 의무론적 윤리의 체계에 따라, 도덕적 의무는 우주에 내재된 일련의 규칙, 종교법 또는 일련의 개인적 또는 문화적 가치로부터 나올 수 있다.

## 의무론적 철학

### 칸트주의
칸트의 윤리 이론은 여러 가지 이유로 의무론적이라고 여겨진다. 첫째, 칸트는 도덕적으로 올바른 방식으로 행동하기 위해서는 사람들이 의무에 따라 행동해야 한다고 주장한다. 둘째, 칸트는 행동의 결과가 옳고 그름을 결정하는 것이 아니라 그 행동을 하는 사람의 동기라고 주장했다.

### 신명론
모든 의무론자가 종교적이지는 않지만 일부는 실제로 신이 옳다고 선언한 경우 행동이 옳다고 본질적으로 진술하는 관련 이론의 집합체인 신명론을 믿는다. 영국 철학자 랄프 커드워스(Ralph Cudworth) 에 따르면, 오컴의 윌리엄, 르네 데카르트, 18세기 칼뱅주의자들은 모두 도덕적 의무가 하나님의 명령에서 나온다고 주장했기 때문에 이 도덕 이론의 다양한 버전을 받아들였다.

### 로스의 의무론적 다원주의
W. D. 로스는 윤리를 단 하나의 기본 원칙인 정언명령에 기초한 칸트의 일원론적 의무론에 반대한다. 그는 무엇이 옳은지를 결정하는 다수의 일차적인 의무가 있다고 주장한다.